# Северин, Евгений Сергеевич
Евге́ний Серге́евич Севери́н (2 июля 1934 — 7 февраля 2019) — советский и российский биохимик, специалист в области разработки молекулярных основ регуляции клеточных процессов, член-корреспондент РАН (1991). Генеральный директор ВНЦ молекулярной диагностики и лечения.

## Биография
Родился 2 июля 1934 года.
В 1957 году окончил химический факультет МГУ.
В 1991 году избран членом-корреспондентом РАН.
Основные труды: «Роль расформирования в регуляции клеточной активности» (1985), «Уровни регуляции функциональной активности органов и тканей» (1987), «Избирательная регуляция клеточного метаболизма» (1991), учебники «Биохимия» (соавт., 1998), «Биохимия с упражнениями и задачами» (соавт., 2010).
Скончался 7 февраля 2019 года. Похоронен на Введенском кладбище (4 уч.).

## Научная и общественная деятельность
Сфера научных интересов: биоорганическая химия, медицинская биохимия.
Развивал новое направление в биохимии, связанное с изучением систем фосфорилирования, контролирующих генетический аппарат клетки. Сформулировал идею об определяющей роли вторичных посредников в развитии и протекании клеточных процессов.
Разработал высокочувствительные диагностические медицинские тест-системы для определения гепатита В, вирусов гриппа, ротавирусов и других особо опасных инфекций. Один из авторов препарата пролонгированного действия для лечения бронхиальной астмы. Разработал новые подходы к избирательной доставке противоопухолевых препаратов и биологически активных соединений в раковые клетки на основе эндоцитоза рецепторов.
Автор более 650 публикаций, более 20 монографий и учебных пособий, более 30 патентов на изобретения, 1 открытие, 17 авторских свидетельств.
Участие в научных организациях
- член редколлегии журнала «Молекулярная медицина»
- академик академии Естественных наук РФ
- академик Королевской Академии Фармации Испании
- член ученых советов Центра Биоинженерии РАН и Всероссийского Научного Центра Молекулярной Диагностики и Лечения
- заместитель главного редактора журнала «Вопросы биологической, медицинской и фармацевтической химии»

## Семья
Отец — С. Е. Северин (1901—1993) — советский биохимик, Герой Социалистического Труда, академик РАН с 1968 года, академик РАМН с 1947 года, лауреат Ленинской премии (1982).
Сын — С. Е. Северин (1955—2016), биохимик, член-корреспондент РАМН (2002) и РАН (2014).
Дочь — Мария Северина.

## Награды
- Государственная премия СССР (1984) — за цикл работ «Химические основы биологического катализа» (1964—1982)[2]
- Ленинская премия (1990)[2]
- Медаль «В ознаменование 100-летия со дня рождения Владимира Ильича Ленина» (1970)[2]
- Орден Дружбы народов (1981)[2]
- Открытие № 012 в области биохимической фармакологии (1990)[2]
- Премия имени В. С. Гулевича (РАМН, за 1996 и 2007 годы)[2]